# Bergen Evans
Bergen Baldwin Evans (Franklin, 19 de setembro de 1904 — 4 de fevereiro de 1978) foi um educador estadunidense. Seus dois livros - The Natural History of Nonsense e The Spoor of Spooks - foram publicados em francês sob o título Histoire naturelle des sottises (1961, Plon, Paris, 426 pp.)